# Nordfolds kommun
Nordfolds kommun (norska: Nordfold kommune) var en kommun i Nordland fylke i norra Norge. Kommunen omfattade den sydöstra delen av nuvarande Steigens kommun samt den nordligaste delen av nuvarande Sørfolds kommun (området kring Mørsvikbotn). Byn Nordfold utgjorde kommunens centralort.

## Administrativ historik

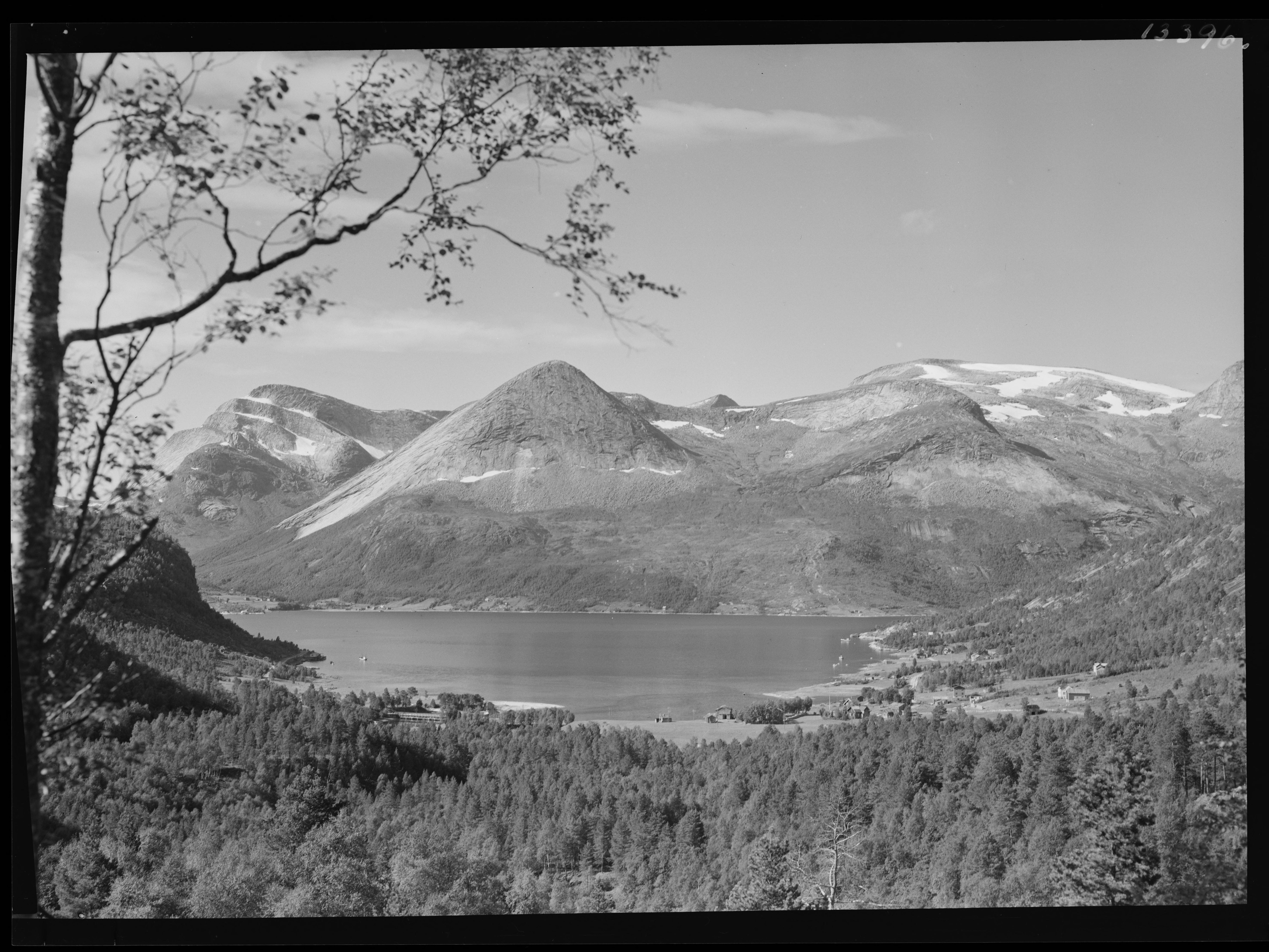
Mørsvikbotn.

Nordfolds kommun upprättades den 1 januari 1906 när den dåvarande kommunen Nordfold-Kjerringøy delades i två och de båda kommunerna Nordfold respektive Kjerringøy bildades. Kommunen hade 1 485 invånare vid upprättandet.
Den 1 januari 1964 upplöstes kommunen och delades. Huvuddelen (med 1 212 invånare) fördes till Steigens kommun medan Mørsvikbotn till och med gårdarna Salhus och Reinvik (med 268 invånare) fördes till Sørfolds kommun. Kommunen hade vid delningen totalt 1 480 invånare.